# Amamiku amamensis
Amamiku amamensis е вид ракообразно от семейство Potamidae. Видът е незастрашен от изчезване.

## Разпространение
Разпространен е в Япония (Рюкю).